# Wojciech Chrzanowski

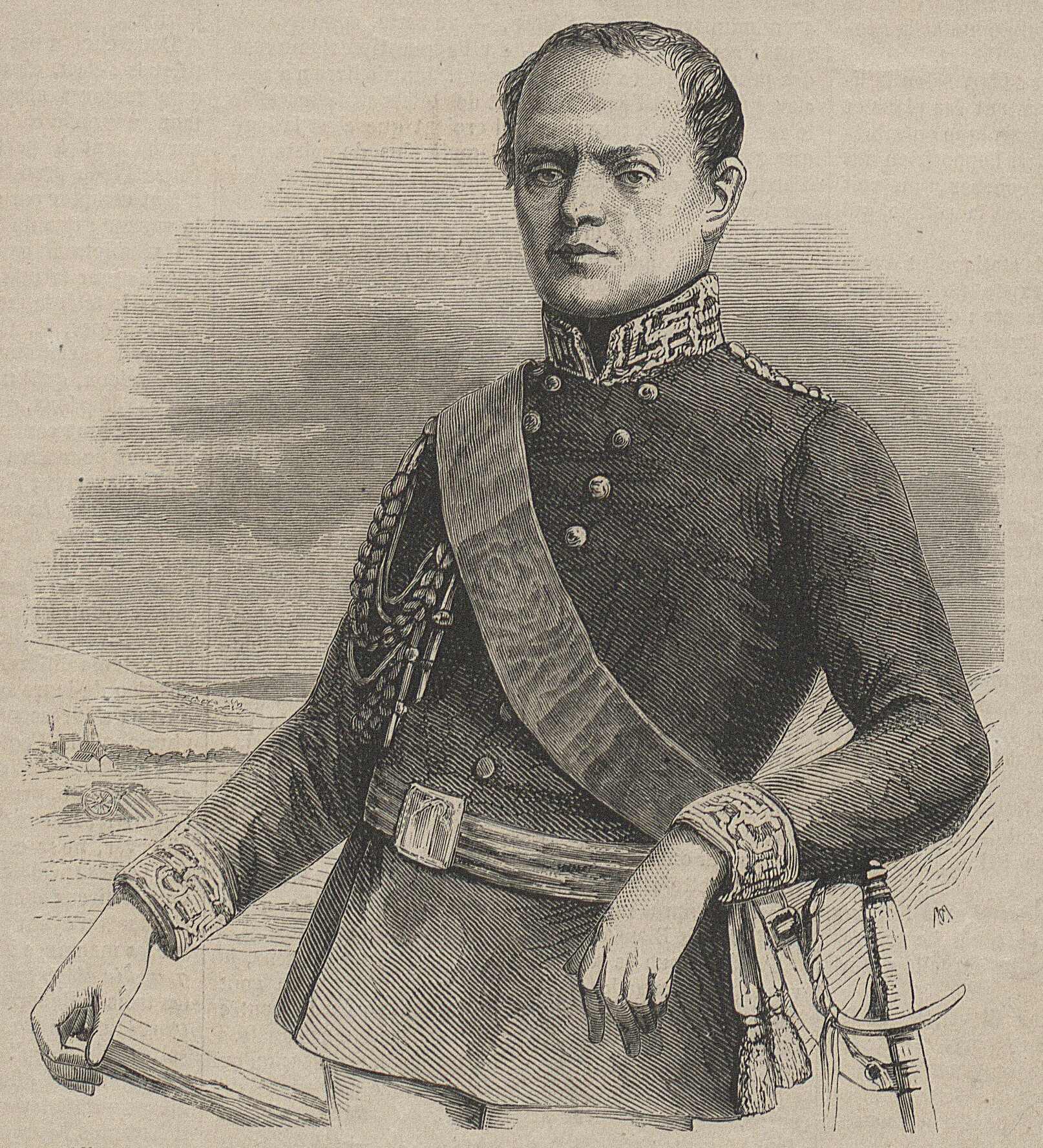
Wojciech Chrzanowski

Wojciech Chrzanowski (* 14. Januar 1793 in Biskupice, Galizien; † 26. Februar 1861 in Paris) war ein polnischer General und Militärtheoretiker.
Chrzanowski erhielt seine militärische Ausbildung bei der russischen Armee in Warschau und machte als Ingenieuroffizier die Feldzüge von 1812 und 1813 mit. Am Krieg gegen die Türken nahm er 1829 als Hauptmann im russischen Generalstab teil.
Er nahm 1830 am polnischen Novemberaufstand teil, bemächtigte sich 1831 der Festung Modlin und wurde bald darauf von Jan Zygmunt Skrzynecki zum Chef des Generalstabs ernannt. Gegen General Rüdiger erkämpfte er am 14. Juli 1831 einen Sieg bei Mińsk Mazowiecki.
Chrzanowski wurde zum Gouverneur von Warschau ernannt, doch gab man ihm die Schuld am unglücklichen Ausfall der Stadtverteidigung, weil er die Beteiligung der Nationalgarden am Kampf verhindert hatte. Einige Zeit darauf trat Chrzanowski wieder in russische Dienste und nahm als Oberst seinen Abschied. 
1849 erfolgte seine Berufung zur Reorganisation des piemontesischen Heeres nach Turin, wo er der eigentlich verantwortliche Obergeneral im verhängnisvollen fünftägigen Feldzug von 1849 war. Nach der Niederlage in der Schlacht von Novara am 23. März wurde er von König Viktor Emanuel II. entlassen und lebte in Frankreich und Louisiana.
Neben seiner praktischen Tätigkeit verfasste Chrzanowski einige theoretische Werke, von denen seine Ausführungen über den Partisanenkrieg besonderes Interesse erregten. Bereits 1839 erschien das Bändchen unter dem Titel Über den Partheigänger-Krieg: Aus dem Poln. übers. von einem preuß. Offizier in Deutschland. Es gilt bis heute als einer der bedeutenden Beiträge zu diesem Thema.
Wojciech Chrzanowski starb am 26. Februar 1861 in Paris.